# همه انسان‌ها به یک شکل زندگی نمی‌کنند
همه انسان‌ها به یک شکل زندگی نمی‌کنند (فرانسوی: Tous les hommes n'habitent pas le monde de la même façon‎) داستانی است توسط ژان-پل دوبوا که در تاریخ ۱۴ اوت ۲۰۱۹ توسط لولیویه منتشر شده‌است. این کتاب در سال ۲۰۱۹ جایزه گنکور را دریافت کرد.

## خلاصه داستان
همه انسان‌ها به یک شکل زندگی نمی‌کنند روایت‌گر انسان معاصر است و سرگشتگی او در زیست و زمانه اکنون و داستان با گروتسکی که در دل خود دارد، به این باور دامن می‌زند. مثلاً در جایی می‌گوید: «پدرم به‌ندرت از عبادتگاه و کارهایی صحبت می‌کرد که آنجا انجام می‌داد. از نمایش‌های دانمارکیِ غرق در یادآوری‌های آتشین دور شده بود و به نظر می‌رسید اینجا تنها به مراسمی کمینه در یک بی‌تفاوتی مودبانه اکتفا می‌کند. متن موعظه‌های خود را همیشه با دقت فراوان تنظیم می‌کرد، اما ظاهراً شعله‌ای در او خاموش شده بود» یا در فرازی دیگر می‌آورد: «به‌خوبی می‌فهمیدم یوهانس [یعنی پدر]، کشیشی که کلام خدا را بر زبان می‌آورد و ایمانی به آن نداشت…»